# 粵穗慰問團事件
粵穗慰問團事件（又被稱爲三一事件）是香港1950年代初發生的一件騷亂，源於中华人民共和国政府於1952年從廣州市派遣一隊「粵穗慰問團」到香港慰問災民，有群眾在3月1日迎接慰問團與警方發生衝突，造成一人死亡、多人受傷。

## 源起
1951年11月21日，九龍城東頭村木屋區發生大火，焚毀數千房屋，造成一萬二千至一萬六千多人無家可歸。由於英屬香港政府不讓居民原址重建家園，而且在賑災工作做得未如理想，遂令民怨出現。成立了兩年的中华人民共和国中央人民政府借機會宣佈從廣州市派遣一隊「粵穗慰問團」到香港慰問災民，並訂於翌年3月1日訪問香港。香港總督葛量洪擔心慰問團會在香港宣揚「反帝反殖」的訊息，所以對中共政權的建議加以堅拒。葛量洪的行動觸發香港的左派報章強烈抗議。

## 騷亂
1952年3月1日，即是粵穗慰問團原定到港當日，逾4千群眾中午1時開始在尖沙咀火車站等候，準備迎接慰問團。當中部份人更欲前往羅湖邊境，但警方阻止。加上群眾得知慰問團被香港政府阻撓下未能入境，3時45分解散。隊伍分兩個方向回程，分別是往紅磡和經彌敦道及青山道回荃灣，不過最後在九龍引起大規模衝突。
下午4時05分左右，群眾由尖沙咀火車站經佐敦道轉入彌敦道時，與一輛電單車發生意外。群眾毆打電單車司機，並焚燒電單車（一說為警隊車輛的交通警）。附近警車內警員見狀上前阻止，同被群眾毆打。群眾並將警車推翻、焚燒，及把佐敦道的木製交通警崗焚毀。
增援警員和啹喀兵出動維持秩序，到場後向群眾發放十餘顆催淚彈，試圖驅散群眾。及後群眾向旺角警署前行，並向警署投擲石頭，並焚燒警署懸掛之英國國旗。警方派出數百衝鋒隊警員前往增援，並向群眾發放催淚彈及開槍阻止群眾進入警署，射傷3人。
一名港九紡織染業職工總會會員成為是次騷亂的唯一死者，但其姓名和死因都有不同說法。死者有指名為陳達儀，另一說為陳達源。有指他企圖在旺角警署外扯下英國國旗，期間被警察射傷腹部；亦有指是軍警被示威者包圍期間，開槍自衛。死亡時間亦有分歧，有指陳延至三月十七日離世，亦有報道稱當場傷重身亡。
騷亂持續超過2小時後落幕，參與人數的估計介乎一千至二萬人之間。警方拘捕超過一百人，其中18人被定罪、12人被遞解出境。

## 後續
由於軍人取消休假，原定在翌日3月12日舉行的三場香港甲組足球聯賽取消。
三一事件發生數天後，《人民日報》發表文章強烈抗議英屬香港政府對示威者的鎮壓行動。香港的三大左派報章《文匯報》、《大公報》和《新晚報》都轉載了此文。香港政府指三張報紙刊登煽動性文字，《大公報》首先被控煽動罪。中國政府向英國政府提出強烈抗議和外交交涉，時任總理周恩来对英国驻华代表严正表示：「香港《大公报》是中国人民的报纸，如果中国人民不能在香港办报，那么，中国人民将会重新考虑对香港的政策。」最終，《大公報》被停刊十二天後復刊。新華社香港分社亦考慮到要增強親中共報紙的力量，因而報請周恩來批准開辦《香港商報》。
三一事件亦令香港政府遞解及驅逐不少左派骨幹出境，包括莫幹生之弟莫應溎。